# Štrbské pleso
Štrbské pleso (Ausspracheⓘ, deutsch Tschirmer See oder Zirbener See; polnisch Szczyrbske Jezioro; ungarisch Csorbai-tó, Szentiványi Csorbató oder Csorba-tó) ist ein Gletschersee in der Hohen Tatra, für den die Ortschaft Štrba namensgebend war, im Gegenzug heißt der später entstandene Wintersport- und Kurort am See ebenfalls Štrbské Pleso.
Er befindet sich in einer Höhe von 1346 m und entstand durch das Schmelzen eines nicht mehr existenten Gletschers. Seine Fläche beträgt 19,76 ha, das Wasservolumen 1,3 Mio. m³, die Höchsttiefe beläuft sich auf 20 m, die Länge auf 640 m und die Breite auf 600 m. Er ist im Schnitt 155 Tage pro Jahr mit Eis bedeckt und besitzt keinen Oberflächenzu- oder -abfluss. Der westliche Teil des Sees liegt auf der europäischen Wasserscheide zwischen der Ostsee und dem Schwarzen Meer.
Zum ersten Mal erwähnt wurde er von David Fröhlich in dessen Werk Bibliotheca seu Cynosura Peregrinantium. Ursprünglich gehörte er der ungarischen Familie Szentiványi, seit 1901 gehörte er dem ungarischen Staat, dann dem tschechoslowakischen Staat. Am Ende des 19. Jahrhunderts wurden im See künstlich Fische eingeführt. Zu der Zeit wurde auch das Wintereis vom See wegen seiner Reinheit bis nach Berlin, Wien und Budapest transportiert.
Am Südufer wurde auf Anregung des Ungarischen Karpathenvereins im Jahr 1875 eine Touristenherberge errichtet, zu der in der Folge auch einige Restaurants und Hotels dazu gebaut wurden. Im Jahr 1885 wurde das Seebad auch zum Heilbad erklärt. Im Jahr 1906 wurden die beiden Hotels, die später unter den Namen Hviezdoslav und Kriváň bekannt waren und heute Teil von Grand Hotel Kempinski High Tatras sind, erbaut.
Am Tschirmer See lebte Gustav Nedobrý (1893–1966), einer der Gründer des Bergsteigervereines JAMES.

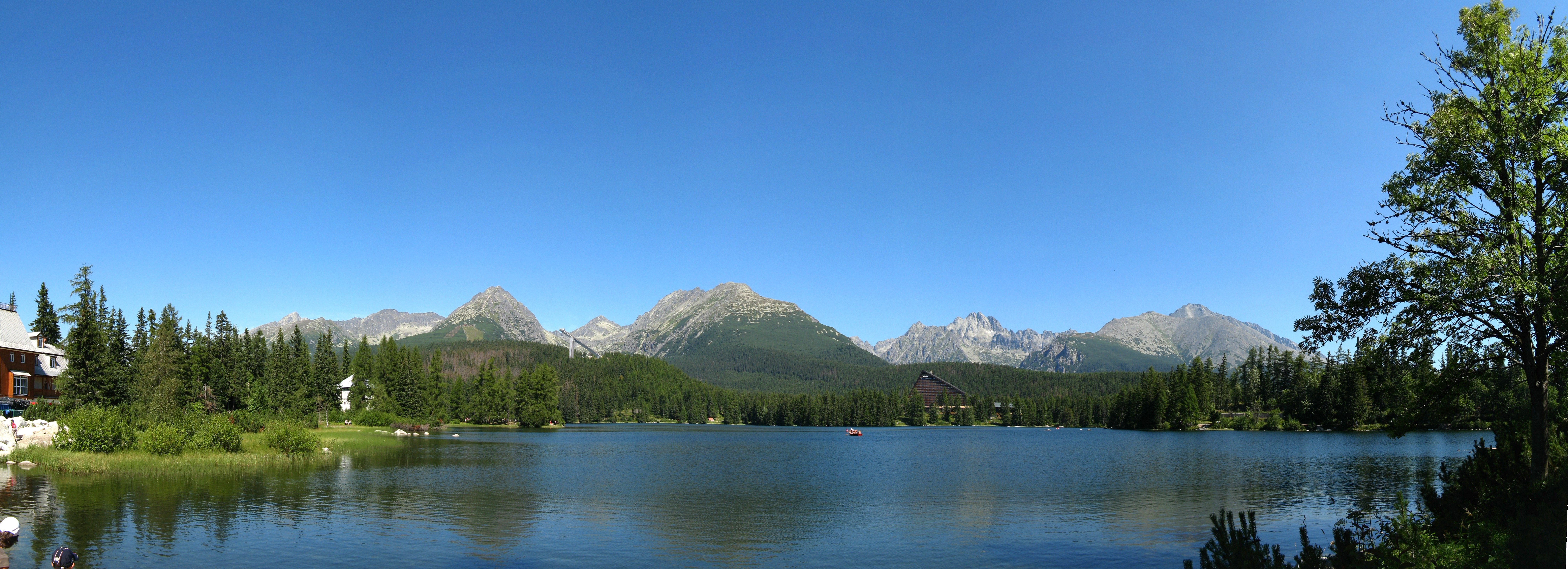
Štrbské pleso im Sommer
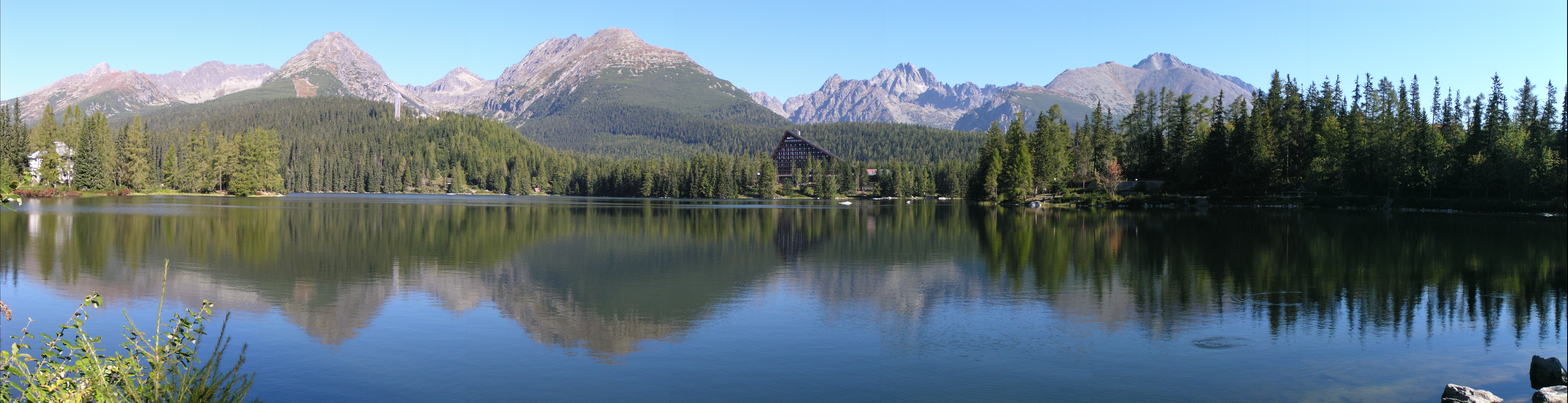
Štrbské pleso im Herbst
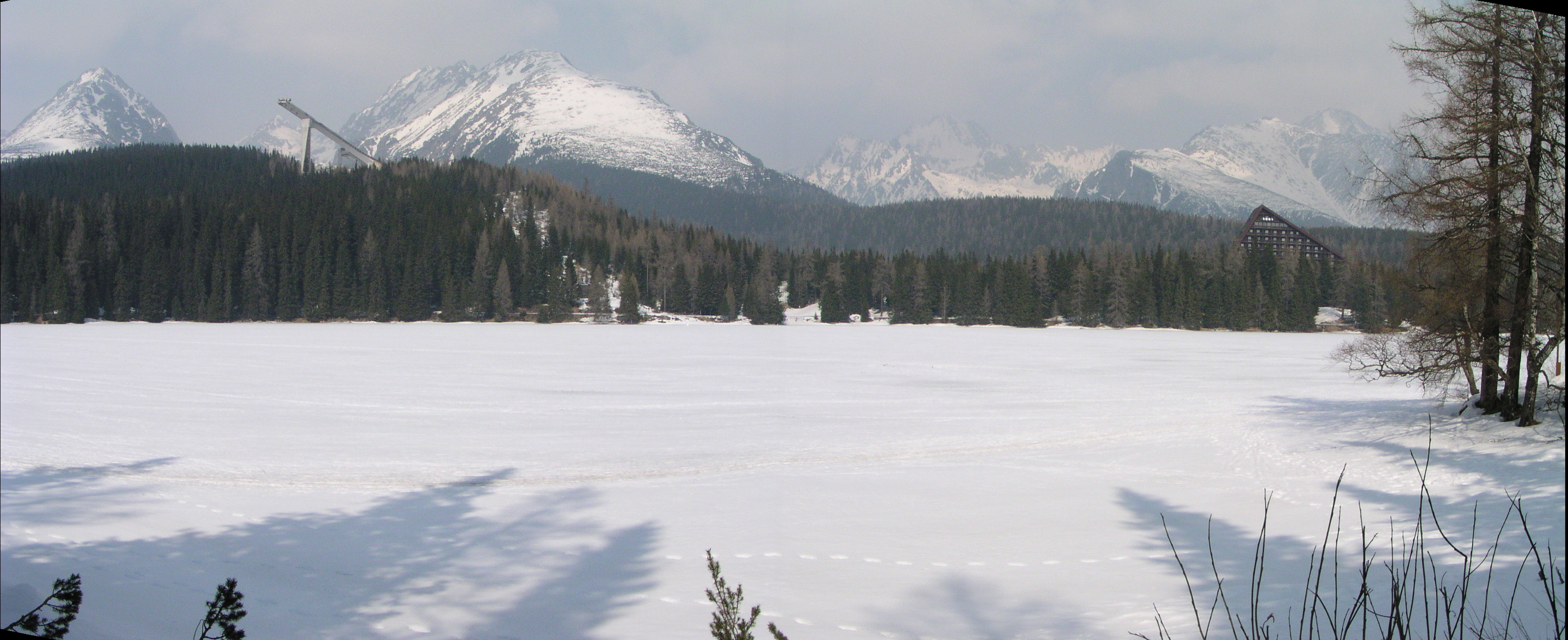
Štrbské pleso im Winter